# Firmin Gautier
Firmin Gautier, né le 29 juin 1838 à Grenoble et mort le 12 septembre 1877 dans la même ville, est un peintre et dessinateur français.

## Biographie

### Famille
Victor Alexandre Firmin Gautier naît au No 19 rue Saint-Jacques à Grenoble, d'un père menuisier. Son grand-père paternel est chapelier.
Dans son acte de mariage du 19 février 1877 à Grenoble avec Clarisse Augustine Alexandrine Combe, où Aimé Irvoy, statuaire, apparaît comme témoin, il est déclaré artiste peintre et membre du conseil municipal.
Son décès, survenu le 12 septembre 1877 à son domicile, dans le quartier « de la Frise » à Grenoble, est enregistré par Édouard Rey, alors adjoint au maire, qui occupera cette fonction ultérieurement. Il est inhumé au cimetière Saint-Roch de Grenoble.

### Formation
À l'école municipale de dessin il suit les cours de Théodore Ravanat (1812-1883) et de Félix Cottavoz (1810-1886). Les aides financières de la municipalité de Grenoble et du conseil général de l'Isère lui permettent de poursuivre sa formation à l'école des beaux-arts de Paris auprès d'Alexandre Cabanel (1823-1889), peintre académique du Second Empire et de son compatriote Ernest Hébert (1817-1908). Ce dernier, directeur de l'Académie de France à Rome à partir de 1867, l'invite à y séjourner trois années,.
À son tour, il aura comme élève Jacques Gay (1851-1925), peintre de genre, portraitiste et paysagiste.

## Œuvre

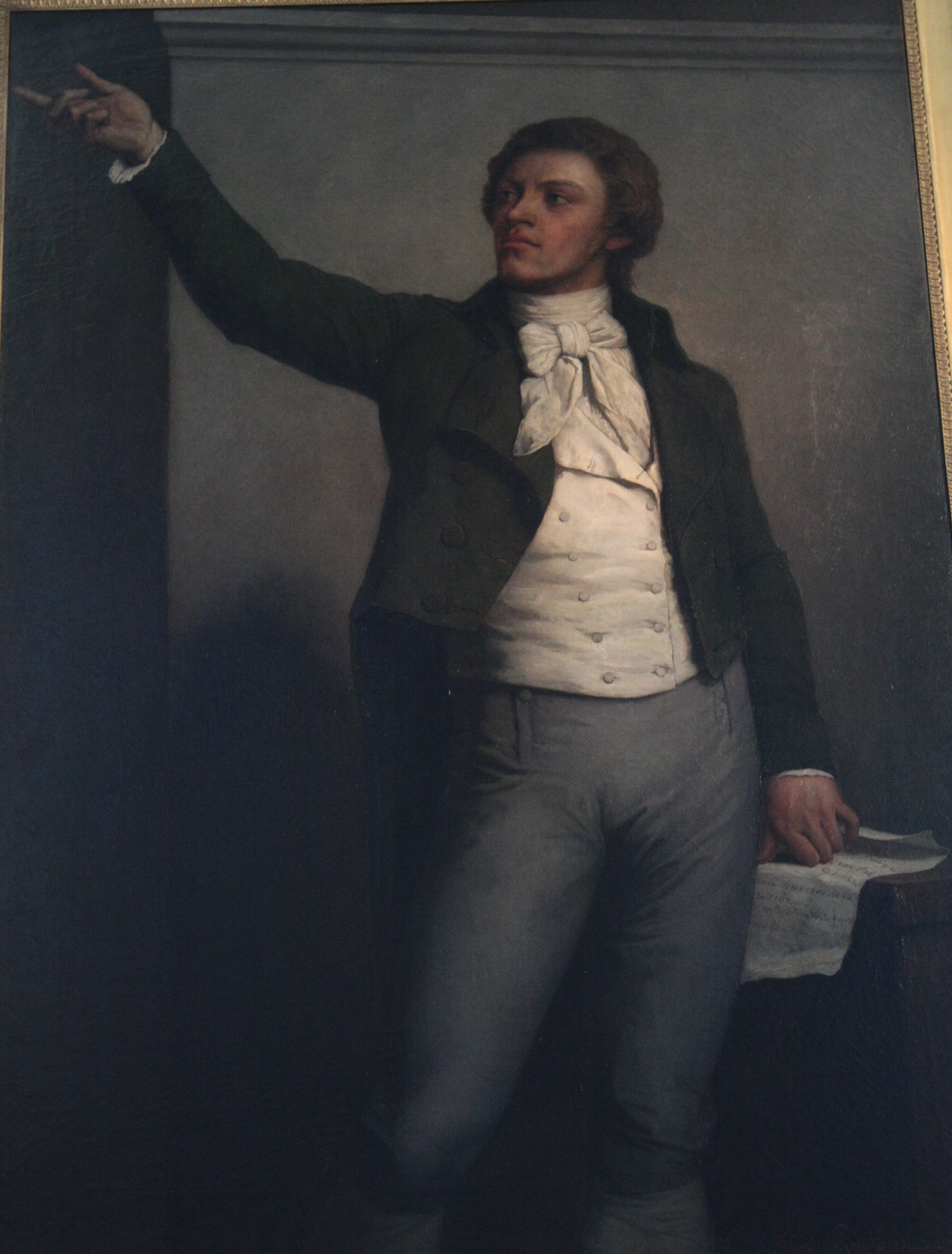
Antoine Barnave par Firmin Gautier (1868, Musée de la Révolution française).

Sa production comprend surtout des scènes religieuses, des portraits, des scènes de genre et des allégories. Il fait partie de ce qu'on appellera l'école de Proveyzieux, du nom d'un petit village de Chartreuse où se retrouvent souvent, autour de Théodore Ravanat, une vingtaine de peintres et quelques sculpteurs locaux.

## Expositions
- 1853 : à quinze ans, il expose pour la première fois au Salon de Grenoble[4]
- 1866-1877 : envoi régulier d'œuvres au salon de Paris[6],[7]
- 1866 : salon de la société des amis des arts de Grenoble[8],[9]
- 1932 : salon de la société des amis des arts de Grenoble[10]
- 1935 : exposition au Petit Palais (Paris)[11]
- 1961 : exposition au musée Hébert (La Tronche)[11]
- 1976 : exposition à la maison Barnave (Saint- Égrève)[12]
- 2020 : exposition au musée de Grenoble[12]

## Collections publiques
- Le musée de Grenoble possède sept œuvres de Firmin Gautier[13],[14]
- Deux œuvres sont au musée dauphinois[15]
- Au Musée des Beaux-Arts de Chambéry : Tête de femme, sainte Madeleine[16] ,[17]

## Hommage
Le 18 mars 1941, le conseil municipal de Grenoble décide de donner son nom à une place du quartier où il a résidé, encore dénommé « de la Frise », devenu à partir de 1990 le quartier Europole.  Depuis 2002, c'est sur cette place que se trouvent le parvis et l'entrée du nouveau palais de justice de Grenoble.